# 酸化プロトアクチニウム(IV)
酸化プロトアクチニウム(IV)は、式PaO2で表される化合物。黒色の酸化物で、1550℃でPa2O5を水素で還元することで形成される。H2SO4、HNO3、HCl溶液には溶解しないが、HFと反応する:195。
他のプロトアクチニウムの化合物と同様に放射性で毒性があり、非常に珍しいため既知の技術的応用はない。